# شرط واقي
الشَّرط الواقي هو شرط أو بند يتيح لأحد أطرف عقد ما الانسحاب منه بدون عواقب.
ففي الاتِّفاقيات الدولية الخاصَّة بالتعرفة الجُمركية، ينصّ هذا الشرط على أنه يجوز للدولة المُوقِّعة على إحدى هذه الاتِّفاقيات أن تُلغي امتيازًا جُمركيًّا أعطته لدولةٍ أُخرى، أو تزيد من التعرفة الجُمركية المُطبَّقة على صنف من البضائع إذا تبيَّن لها أن مِثل هذا الامتياز أو التعرفة قد يُلحِق ضررًا بالغًا بإحدى صِناعاتها الوطنية التي تُنتِج بضائع شبيهة بتلك البضائع المُستورَدة أو مُنافِسة لها بصورة مُباشِرة.
وفي الاتِّفاقيات التي يُبرِمها أصحابُ العمل مع النقابات، ينصّ هذا الشرط على إعطاء المُوظَّفين فترةً مبدئية مُحدَّدة يتمكّنون خِلالها من الاستِقالة من عُضوية النقابة التي ينتسبون إليها.